# Spaniens kommuner
Kommun är den grundläggande administrativa indelningen i Spanien och för närvarande finns 8114 kommuner (enligt INE per den 1 januari 2010). ”Kommun” används som översättning för begreppet från de olika språken spanska: municipio, IPA: [muniˈθipjo], katalanska: municipi, galiciska: concello, baskiska: udalerria, asturiska: conceyu. Den nordligaste kommunen är Mañón (La Coruña), den sydligaste är El Pinar de El Hierro (Santa Cruz de Tenerife), den västligaste är La Frontera (Santa Cruz de Tenerife) och den östligaste är Mahón (Islas Baleares). Kommunen med den största ytan är Cáceres, och den med minst yta är Emperador (Valencia). Störst befolkning har Madrid, och kommunen med minst antal invånare är Illán de Vacas (Toledo).

## Kommunens ansvar
Alla kommuner ska tillhandahålla offentlig belysning, kyrkogårdar, sophämtning, gaturenhållning, vatten och avlopp, tillgång till tätorter, vägunderhåll och livsmedelskontroll. 
Kommuner med över 5 000 invånare ska även tillhandahålla allmänna parker, bibliotek, marknad och avfallshantering. 
Kommuner med över 20 000 invånare ska även tillhandahålla civilförsvar, socialtjänst, brandförsvar och idrottsanläggningar för allmänt bruk.
Kommuner med över 50 000 invånare ska även tillhandahålla kollektivtrafik och miljöskydd.

## Kommunval
Kommunalval i Spanien sker vart fjärde år, den fjärde söndagen i maj. Antalet ledamöter som ska väljas i varje kommun varierar från minst tre för kommuner med mindre än 100 invånare till 25 för kommuner med 100 000 invånare. I kommuner med fler än 100 000 ökar antalet med ett för varje ytterligare 100 000 invånare men antalet är alltid udda. Madrid den största kommunen har 57 ledamöter (2021). I kommunalvalet kan spanska medborgare bosatta i Spanien och EU-medborgare bosatta i Spanien rösta. I valet 2015 kunde även medborgare i ytterligare 12 länder bosatta i Spanien rösta, dessa länder var Bolivia, Colombia, Chile, Ecuador, Paraguay, Peru, Island, Norge, Kap Verde, Nya Zeeland, Sydkorea och Trinidad och Tobago.
Ledamöterna eller kommuninvånarna väljer en styresman för kommunen kallad alcalde.

## Kommuner per autonom region
- Kommuner i Andalusien
- Kommuner i Aragonien
- Kommuner (concejos) i Asturien
- Kommuner på Balearerna
- Kommuner på Kanarieöarna
- Kommuner i Kantabrien
- Kommuner i Kastilien-La Mancha
- Kommuner i Kastilien och Leon
- Kommuner i Katalonien
- Kommuner i Extremadura
- Kommuner i Galicien

Karta över spanska kommuner, 2004

- Kommuner i autonoma regionen Madrid
- Kommuner i regionen Murcia
- Kommuner i Navarra
- Kommuner i Baskien
- Kommuner i La Rioja
- Kommuner i autonoma regionen Valencia

## A
- Kommuner i Álavaprovinsen
- Kommuner i Albaceteprovinsen
- Kommuner i Alicanteprovinsen
- Kommuner i Almeríaprovinsen
- Kommuner (concejos) i Asturien
- Kommuner i Ávilaprovinsen

## B
- Kommuner i Badajozprovinsen
- Kommuner på Balearerna
- Kommuner i Barcelonaprovinsen
- Kommuner i Burgosprovinsen

## C
- Kommuner i Cáceresprovinsen
- Kommuner i Cádizprovinsen
- Kommuner i Castellónprovinsen
- Kommuner i provinsen Ciudad Real
- Kommuner i Córdobaprovinsen
- Kommuner i provinsen La Coruña
- Kommuner i Cuencaprovinsen

## G
- Kommuner i Gironaprovinsen
- Kommuner i Granadaprovinsen
- Kommuner i Guadalajaraprovinsen
- Kommuner i Guipúzcoaprovinsen

## H
- Kommuner i Huelvaprovinsen
- Kommuner i Huescaprovinsen

## J
- Kommuner i Jaénprovinsen

## K
- Kommuner i Kantabrienprovinsen

## L
- Kommuner i Leonprovinsen
- Kommuner i Léridaprovinsen
- Kommuner i Lugoprovinsen

## M
- Kommuner i autonoma regionen Madrid
- Kommuner i Málagaprovinsen
- Kommuner i regionen Murcia

## N
- Kommuner i Navarra

## O
- Kommuner i Orenseprovinsen

## P
- Kommuner i Palenciaprovinsen
- Kommuner i provinsen Las Palmas
- Kommuner i Pontevedraprovinsen

## R
- Kommuner i La Rioja, Spanien

## S
- Kommuner i Salamancaprovinsen
- Kommuner i provinsen Santa Cruz de Tenerife
- Kommuner i Segoviaprovinsen
- Kommuner i Sevillaprovinsen
- Kommuner i Soriaprovinsen

## T
- Kommuner i Tarragonaprovinsen
- Kommuner i Teruelprovinsen
- Kommuner i Toledoprovinsen

## V
- Kommuner i Valenciaprovinsen
- Kommuner i Valladolidprovinsen
- Kommuner i Vizcayaprovinsen

## Z
- Kommuner i Zamoraprovinsen
- Kommuner i Zaragozaprovinsen

## Kommuner med störst antal invånare
Spanska kommuner efter antal invånare. I listan har medtagits kommuner med mer än 100 000 invånare.
| Nr | Namn                       | Befolkning (2009) | Provins           | Autonom region      |
| -- | -------------------------- | ----------------- | ----------------- | ------------------- |
| 1  | Madrid                     | 3.213.271         | Madrid            | Madrid              |
| 2  | Barcelona                  | 1.621.537         | Barcelona         | Katalonien          |
| 3  | Valencia                   | 814.208           | Valencia          | Valencia            |
| 4  | Sevilla                    | 703.206           | Sevilla           | Andalusien          |
| 5  | Zaragoza                   | 674.317           | Zaragoza          | Aragonien           |
| 6  | Málaga                     | 568.305           | Malaga            | Andalusien          |
| 7  | Murcia                     | 436.870           | Murcia            | Murcia              |
| 8  | Palma de Mallorca          | 401.270           | Balearerna        | Balearerna          |
| 9  | Las Palmas de Gran Canaria | 381.847           | Las Palmas        | Kanarieöarna        |
| 10 | Bilbao                     | 354.860           | Biscaya           | Baskien             |
| 11 | Alicante                   | 334.757           | Alicante          | Valencia            |
| 12 | Córdoba                    | 328.428           | Córdoba           | Andalusien          |
| 13 | Valladolid                 | 317.864           | Valladolid        | Kastilien och Leon  |
| 14 | Vigo                       | 297.332           | Pontevedra        | Galicien            |
| 15 | Gijón                      | 277.554           | Asturien          | Asturien            |
| 16 | L'Hospitalet de Llobregat  | 257.038           | Barcelona         | Katalonien          |
| 17 | La Coruña                  | 246.056           | La Coruña         | Galicien            |
| 18 | Vitoria                    | 235.661           | Álava             | Baskien             |
| 19 | Granada                    | 234.325           | Granada           | Andalusien          |
| 20 | Elche                      | 230.112           | Alicante          | Valencia            |
| 21 | Oviedo                     | 224.005           | Asturien          | Asturien            |
| 22 | S. C. de Tenerife          | 222.417           | S. C. de Tenerife | Kanarieöarna        |
| 23 | Badalona                   | 219.547           | Barcelona         | Katalonien          |
| 24 | Cartagena                  | 211.996           | Murcia            | Murcia              |
| 25 | Tarrasa                    | 210.941           | Barcelona         | Katalonien          |
| 26 | Jerez de la Frontera       | 207.532           | Cádiz             | Andalusien          |
| 27 | Sabadell                   | 206.493           | Barcelona         | Katalonien          |
| 28 | Móstoles                   | 206.478           | Madrid            | Madrid              |
| 29 | Alcalá de Henares          | 204.574           | Madrid            | Madrid              |
| 30 | Pamplona                   | 198.491           | Navarra           | Navarra             |
| 31 | Fuenlabrada                | 197.836           | Madrid            | Madrid              |
| 32 | Almería                    | 188.810           | Almería           | Andalusien          |
| 33 | Leganés                    | 186.066           | Madrid            | Madrid              |
| 34 | San Sebastián              | 185.357           | Guipúzcoa         | Baskien             |
| 35 | Santander                  | 182.700           | Kantabrien        | Kantabrien          |
| 36 | Castellón de la Plana      | 180.005           | Castellón         | Valencia            |
| 37 | Burgos                     | 178.966           | Burgos            | Kastilien och Leon  |
| 38 | Albacete                   | 169.716           | Albacete          | Kastilien-La Mancha |
| 39 | Alcorcón                   | 167.967           | Madrid            | Madrid              |
| 40 | Getafe                     | 167.164           | Madrid            | Madrid              |
| 41 | Salamanca                  | 155.619           | Salamanca         | Kastilien och Leon  |
| 42 | Logroño                    | 152.107           | La Rioja          | La Rioja            |
| 43 | San Cristóbal de la Laguna | 150.661           | S. C. de Tenerife | Kanarieöarna        |
| 44 | Huelva                     | 148.806           | Huelva            | Andalusien          |
| 45 | Badajoz                    | 148.334           | Badajoz           | Extremadura         |
| 46 | Tarragona                  | 140.323           | Tarragona         | Katalonien          |
| 47 | Lérida                     | 135.919           | Lérida            | Katalonien          |
| 48 | Marbella                   | 134.623           | Malaga            | Andalusien          |
| 49 | León                       | 134.305           | León              | Kastilien och Leon  |
| 50 | Cádiz                      | 126.766           | Cádiz             | Andalusien          |
| 51 | Dos Hermanas               | 122.943           | Sevilla           | Andalusien          |
| 52 | Mataró                     | 121.722           | Barcelona         | Katalonien          |
| 53 | Santa Coloma de Gramanet   | 119.717           | Barcelona         | Katalonien          |
| 54 | Torrejón de Ardoz          | 118.162           | Madrid            | Madrid              |
| 55 | Jaén                       | 116.557           | Jaén              | Andalusien          |
| 56 | Algeciras                  | 116.209           | Cádiz             | Andalusien          |
| 57 | Parla                      | 115.611           | Madrid            | Madrid              |
| 58 | Alcobendas                 | 109.104           | Madrid            | Madrid              |
| 59 | Orense                     | 107.742           | Orense            | Galicien            |
| 60 | Reus                       | 107.118           | Tarragona         | Katalonien          |
| 61 | Torrevieja                 | 101.792           | Alicante          | Valencia            |
| 62 | Telde                      | 100.015           | Las Palmas        | Kanarieöarna        |

## Kommuner med störst yta
Spanska kommuner ordnade efter yta. På listan är medtagna de som har minst 700 km2 (kommunens hela yta, inte bara stadskärnan).
| Nr | Kommun                  | Autonom kommun      | (km2)   |
| -- | ----------------------- | ------------------- | ------- |
| 1  | Cáceres                 | Extremadura         | 1750,00 |
| 2  | Lorca                   | Murcia              | 1675,00 |
| 3  | Badajoz                 | Extremadura         | 1531,00 |
| 4  | Córdoba                 | Andalusien          | 1253,00 |
| 7  | Albacete                | Kastilien-La Mancha | 1125,91 |
| 5  | Almodóvar del Campo     | Kastilien-La Mancha | 1206,00 |
| 6  | Jerez de la Frontera    | Andalusien          | 1188,23 |
| 8  | Zaragoza                | Aragonien           | 1063,00 |
| 9  | Écija                   | Andalusien          | 978,73  |
| 10 | Jumilla                 | Murcia              | 970,60  |
| 11 | Andújar                 | Andalusien          | 964,90  |
| 12 | Moratalla               | Murcia              | 954,82  |
| 13 | Carmona                 | Andalusien          | 924,12  |
| 14 | Cuenca                  | Kastilien-La Mancha | 911,06  |
| 15 | Hornachuelos            | Andalusien          | 909,22  |
| 16 | Murcia                  | Murcia              | 885,90  |
| 17 | Mérida                  | Extremadura         | 865,61  |
| 18 | Villarrobledo           | Kastilien-La Mancha | 862,41  |
| 19 | Almonte                 | Andalusien          | 859,21  |
| 20 | Caravaca de la Cruz     | Murcia              | 858,80  |
| 21 | Cangas del Narcea       | Asturien            | 823,57  |
| 22 | Antequera               | Andalusien          | 816,72  |
| 23 | Requena                 | Valencia            | 814,21  |
| 24 | Hellín                  | Kastilien-La Mancha | 781,19  |
| 25 | Jerez de los Caballeros | Extremadura         | 740,55  |
| 26 | Alburquerque            | Extremadura         | 723,23  |